# The Sunday Drivers
The Sunday Drivers est un groupe de pop rock espagnol, actif de 1999 à 2010. 
La plupart de leur chansons sont en anglais

## Membres du groupe
- Carlos Pinto : Batterie et percussions
- Fausto Pérez : Guitare électrique
- Jero Romero: Chant et guitare acoustique
- (Julián Maeso : Orgue et pianos)
- Lyndon Parish : Guitare électrique, clavier et chant
- Miguel de Lucas : Basse

## Vidéo
- Sujet lors de leur passage au Divan du Monde, filmé par Les Grands Manitous (voir la vidéo)
- "Do it", en live, filmé par Les Grands Manitous (voir la vidéo)